# Jo Smeets
Jozef Gerard (Jo) Smeets (Heerlen, 19 mei 1923 – aldaar, 8 januari 2014) was een Nederlands burgemeester en politicus van de KVP en later het CDA.
Hij is in 1953 afgestudeerd in de rechten aan de Katholieke Universiteit Nijmegen en werkte daarna drie jaar als ambtenaar bij de gemeentesecretarie van Hoensbroek voor hij in 1956 benoemd werd tot burgemeester van Thorn. In 1963 werd Smeets burgemeester van Ubach over Worms en in 1970 volgde zijn benoeming tot burgemeester van Kerkrade. Hij bleef dat tot zijn pensionering in 1988. In december 1990 werd hij waarnemend burgemeester van Valkenburg aan de Geul vanwege conflicten rond burgemeester Paul Gilissen. Smeets zou daar aanblijven tot februari 1992. In de zomer van dat jaar werd hij waarnemend burgemeester van Gulpen na problemen rond burgemeester Wiel Vossen die in 1993 tot onder andere een voorwaardelijke gevangenisstraf werd veroordeeld voor zaken als corruptie waarop hem oneervol ontslag werd verleend. Smeets bleef in Gulpen aan totdat Jos Som in 1994 werd benoemd tot burgemeester van Gulpen.
Hij overleed begin 2014 op 90-jarige leeftijd.